# Pachyphyllum mexicanum
Pachyphyllum mexicanum är en orkidéart som beskrevs av Robert Louis Dressler och Eric Hágsater. Pachyphyllum mexicanum ingår i släktet Pachyphyllum och familjen orkidéer. Inga underarter finns listade i Catalogue of Life.